# Gmina Union (hrabstwo Adams)

Położenie Gminy Union w hrabstwie Adams

Gmina Union (ang. Union Township) – gmina w USA, w stanie Iowa, w hrabstwie Adams. Według danych z 2000 roku gmina miała 162 mieszkańców.